# Пінь
Пінь, Піні (рум. Pini) — село у повіті Тіміш в Румунії. Входить до складу комуни Віктор-Влад-Деламаріна.
Село розташоване на відстані 356 км на північний захід від Бухареста, 53 км на схід від Тімішоари.

## Населення
За даними перепису населення 2002 року у селі проживали 40 осіб.
Національний склад населення села:
| Національність | Кількість осіб | Відсоток |
| -------------- | -------------- | -------- |
| румуни         | 18             | 45,0%    |
| угорці         | 18             | 45,0%    |

Рідною мовою назвали:
| Мова      | Кількість осіб | Відсоток |
| --------- | -------------- | -------- |
| румунська | 20             | 50,0%    |
| угорська  | 18             | 45,0%    |